# PTR López Soriano
El Parque Tecnológico del Reciclado López Soriano o PTR López Soriano es un polígono industrial instalado en 835 hectáreas en el distrito de Torrero-La Paz del término municipal de Zaragoza (Aragón, España). Está promovido por el grupo empresarial López Soriano y se dedica fundamentalmente al reciclaje.

## Reseña

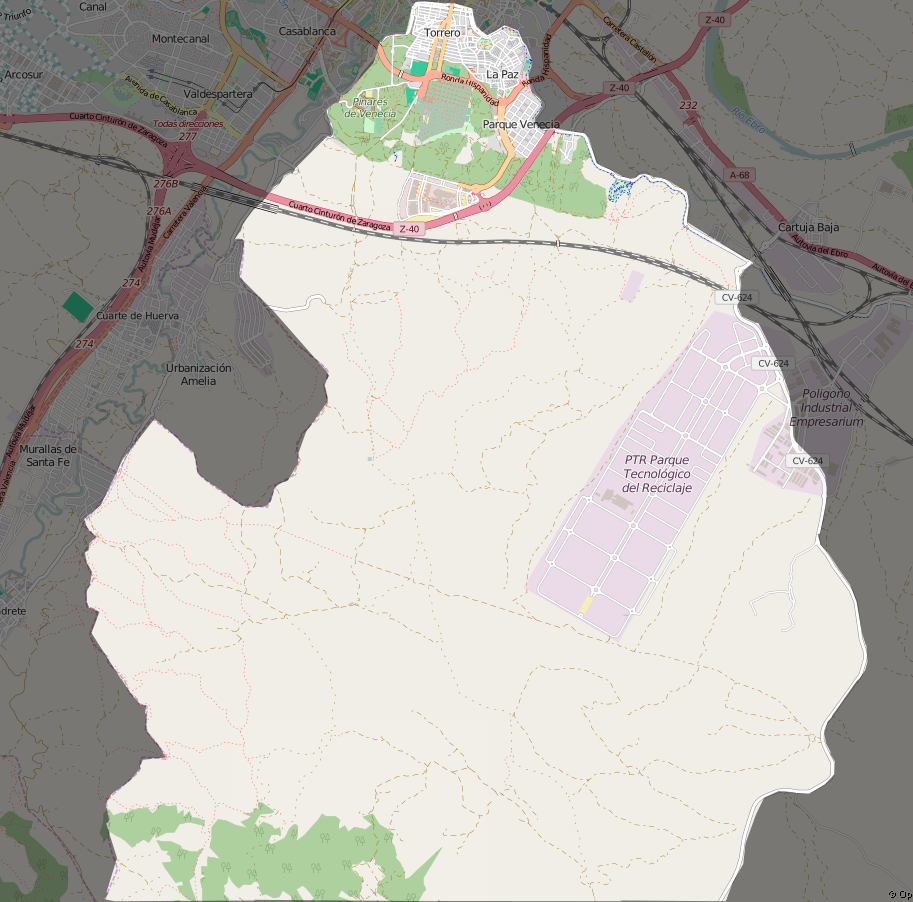
Distrito Torrero-La Paz de Zaragoza donde se ubica el PTR.

El 18 de marzo de 2003 el presidente de Aragón, Marcelino Iglesias, y el alcalde de la ciudad, José Atarés presidieron el acto de presentación del Parque Tecnológico del Reciclado que aspiraba a ser el mayor parque industrial de reciclado de Europa.
Industrias López Soriano impulsó Parque Tecnológico de Reciclado López Soriano (PTR) para ubicar dos tipos de actividades: Las que mediante procesos técnicos recuperan componentes o materias primas contenidas en diferentes bienes fuera de uso y las que utilizan estos componentes o materias primas en sus procesos industriales ordinarios.
Están instaladas empresas de recuperación de vehículos, electrodomésticos, neumáticos, chatarra y de aparatos eléctricos y electrónicos (RAEE).
Tiene un eje central de 4800 m de largo y 120 m de ancho formado por la avenida José López Soriano y la avenida del Ozono.
En el eje están ubicadas grandes rotondas con monumentos como una noria, un avión y un globo terráqueo. Las esculturas monumentales fueron realizadas por Ingemetal Estructuras.
La anchura media del polígono es de 1300 m.
La superficie mínima de parcela es de 4000 m² y la máxima es de 318 750 m².
En 2016 tenía una superficie delimitada de 8 355 088 m², una superficie ocupada de 1 244 112 m² y una 
superficie libre de 1 960 913 m².
En abril de 2016 tenía 62 parcelas ocupadas de las 145 parcelas totales.

## Construcción
La extensión total del área a ordenar fue de 8 355 088 m². El volumen de tierras a excavar y terraplenar fue de aproximadamente 26 millones de m³. Se crearon 218 hectáreas de zona verde, 1 420 000 m² de viales, aceras y aparcamientos, 62 km de tubería de PVC para aguas pluviales, 60 km de tuberías en la red de agua industrial y 59 km de tuberías en la red de agua potable. Acciona finalizó la obra el 28 de mayo de 2008.
| Principales unidades de obra         | Medición      |
| ------------------------------------ | ------------- |
| Excavación por medios mecánicos      | 9 934 000 m³  |
| Excavación en roca con explosivos    | 18 448 572 m³ |
| Terraplén                            | 25 962 592m³  |
| Escollera de protección              | 1638 m³       |
| Hormigón                             | 85 103 m³     |
| Acero en armaduras pasivas           | 101 254 kg    |
| Material (tierras) destino vertedero | 741 480 m³    |
| Zahorra (base y subbase)             | 600 043 m³    |
| Mezcla bituminosa en caliente        | 204 394 Tm    |

| Descripción Obra                           | Medición     |
| ------------------------------------------ | ------------ |
| Nuevo trazado carreteras convencionales    | 38,30 km     |
| Conducciones (abastecimiento, saneamiento) | 287,20 km    |
| Instalaciones eléctricas                   | 390,24 km    |
| Instalaciones de comunicaciones            | 10 km        |
| Urbanizaciones Industriales                | 8 355 088 m² |
| Jardinería y plantaciones                  | 2 180 000 m² |

## Comunicaciones
El acceso al polígono se realiza desde la A-68 a la altura de La Cartuja, a través de la vía provincial CV-624. Esta vía tiene dos carriles en ambos sentidos y refuerzo de firme.
A través de la A-68 se conecta con el Cuarto Cinturón (Z-40) y el Tercer Cinturón (Z-30).
La distancia al aeropuerto de Zaragoza es de 16 km.
La distancia al puerto de Tarragona es de 230 km.

## Suministros
Dispone de líneas eléctricas de 220 V, 15 000 V y 45 000 V.
Dispone de abastecimiento de agua procedente del Canal Imperial de Aragón.
Dispone de suministro subterráneo de gas.

## Instalaciones

### Megasider Zaragoza
Megasider Zaragoza del grupo Megasa; anteriormente Aceralia del grupo Arcelor-Mittal; trasladó la empresa que estaba ubicada en el barrio del Picarral de Zaragoza. Realizó una inversión de 100 millones de euros y entró en funcionamiento en 2007. Es la mayor instalación del PTR.

### CTRUZ
El Ayuntamiento de Zaragoza dispone del Complejo para Tratamiento de Residuos Urbanos de Zaragoza que funciona desde febrero de 2009.
Supuso una inversión de más de 100 millones de euros financiados por los Fondos de Cohesión de la Unión Europea y por el Ayuntamiento de Zaragoza.
Creó 150 puestos de trabajo directos y permite:
La recuperación de materiales para su posterior reciclado.
El aprovechamiento de la materia orgánica para producir biogás y compost.
La generación de energía eléctrica: el biogás obtenido se transforma en energía eléctrica mediante una instalación de cogeneración.

### Gesneuma
Gestión de Neumáticos Aragón, S.A. (Gesneuma) es la empresa adjudicataria del contrato de concesión para la gestión del Servicio Público de valorización y eliminación de todos los neumáticos fuera de uso de la comunidad autónoma de Aragón. Posee una parcela de 29 000 m² con una nave industrial de 4100 m². Su capacidad de producción es de 30 000 Tm/año de NFU, que equivale aproximadamente a 3 750 000 neumáticos de coche o 600 000 neumáticos de camión al año.

### Valorfrío
Es una empresa pionera en el sector del reciclaje de aparatos eléctricos y electrónicos, en la que se tratan exclusivamente aparatos de frío (frigoríficos, congeladores, aires acondicionados). Dispone de tecnología para la extracción de gases CFC de efecto invernadero y su capacidad de tratamiento es de más de 300 000 unidades año.

### Recieder S.L.
Es una empresa constituida como «joint-Venture» entre Industrias López Soriano, S.A. (ILSSA) y Fagor Ederlan Soc. Coop. (Grupo Mondragón Corporación Cooperativa). Dispone de un sistema de separación de los metales que forman parte de los motores y de otros componentes de los vehículos fuera de uso, y su reutilización en la fabricación de nuevos componentes del sector del automóvil. Cuenta con una parcela de 20 000 m² de terreno y con 8000 m² de nave industrial. 

### RAAEE S.L.
Reciclaje Aragonés de Aparatos Eléctricos y Electrónicos, S.L. (RAAEE).
Es una empresa que se dedica al tratamiento de todos los RAEE exceptuando la Línea Blanca. Instalada en una nave industrial de 10 400 m², sobre una parcela de 17 150 m². Su capacidad de tratamiento supera las 30 000 Tm/año.

### Vehículos Fuera de Uso S.L.
La sociedad cuenta con una Red de Centros de Tratamiento de Vehículos Fuera de Uso (CAT) distribuidos en todo el territorio de Aragón y provincia de Soria. Estas empresas cuentan cada una con accionistas locales, cuya actividad principal está ligada al sector del automóvil. Valorización del Automóvil, S.L. en Zaragoza; Valorización del Automóvil CV, S.L., en Ejea de los Caballeros; Valorización del Automóvil CT, S.L. en Teruel; Valorización del Automóvil BA, S.L. en Alcañiz; Valorización del Automóvil BCL, S.L.; Valorización del Automóvil TA, S.L. en Tarazona; Valorización del Automóvil CC, S.L. en Calatayud y Valorización del Automóvil SO, S.L. en Soria.

### Otras empresas
Están ubicadas empresas como Weber. Saint-Gobain, Kalfrisa, MK Metalquex, Hierros Ayora, Ingimetal, M. Z. Imer S.A., MK Imer, Querquex S.L., Sirasa  , Algeco y Ferruz Industrial Group.

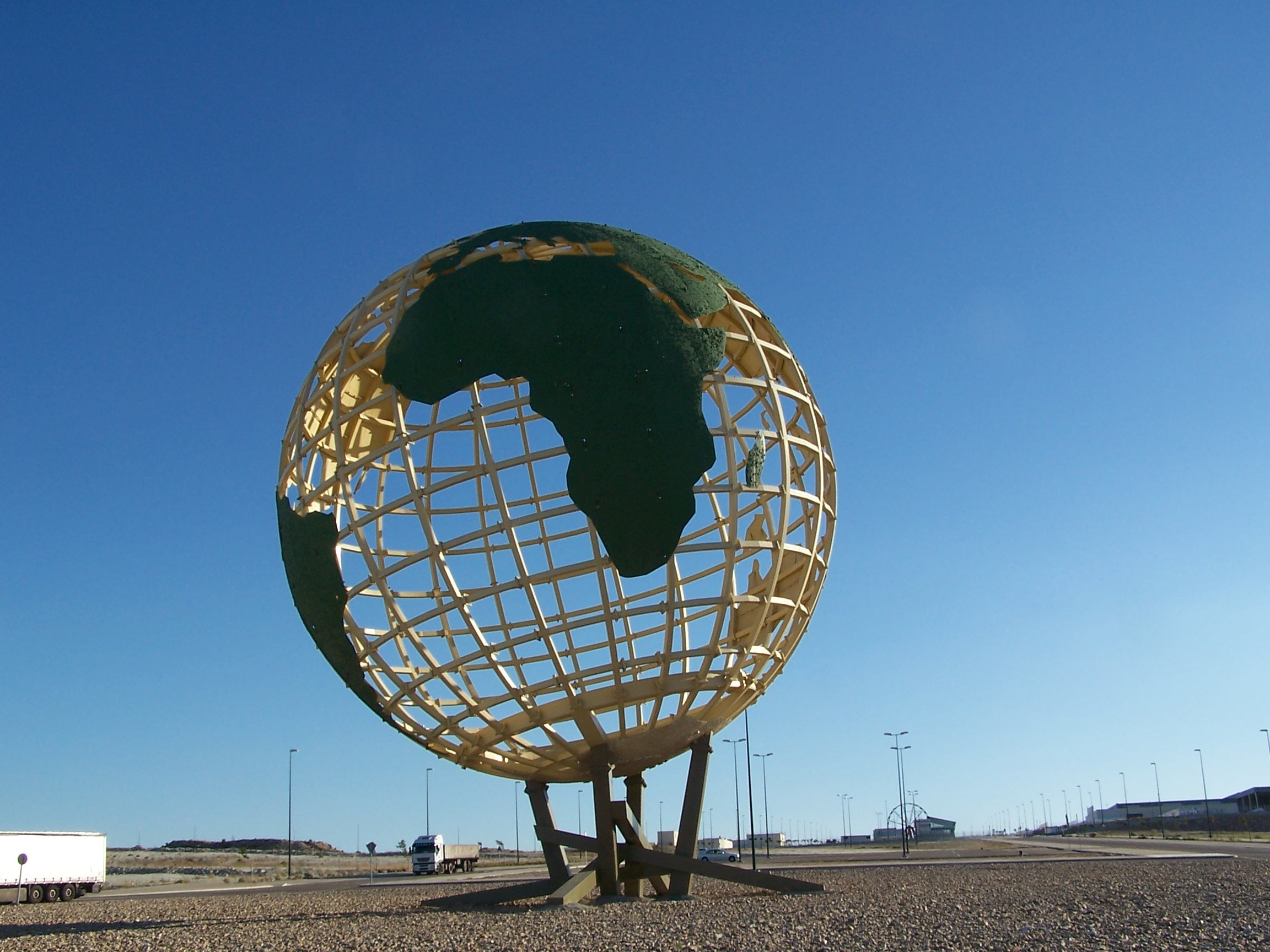
Globo terráqueo en el PTR
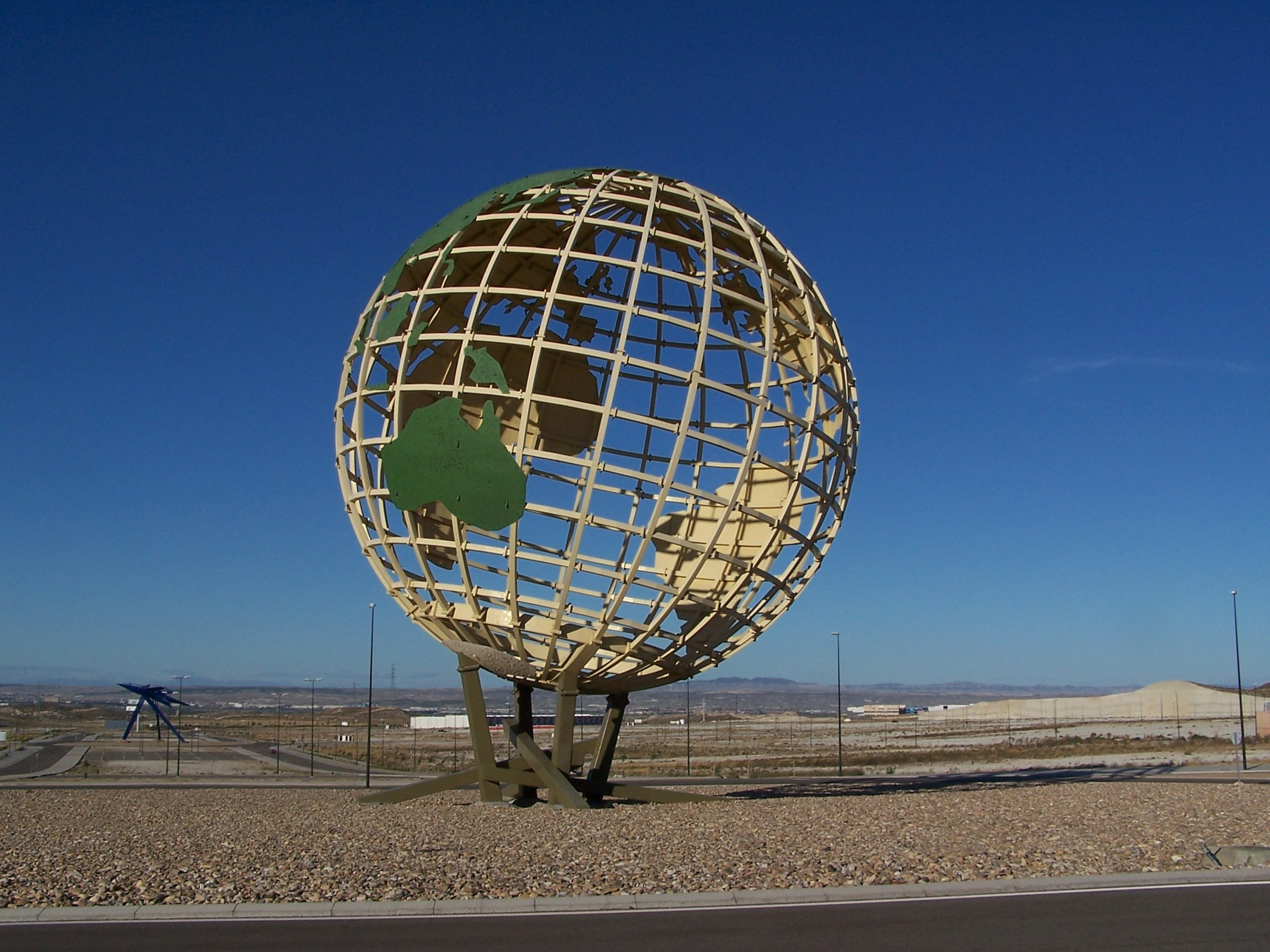
Globo terráqueo en el PTR
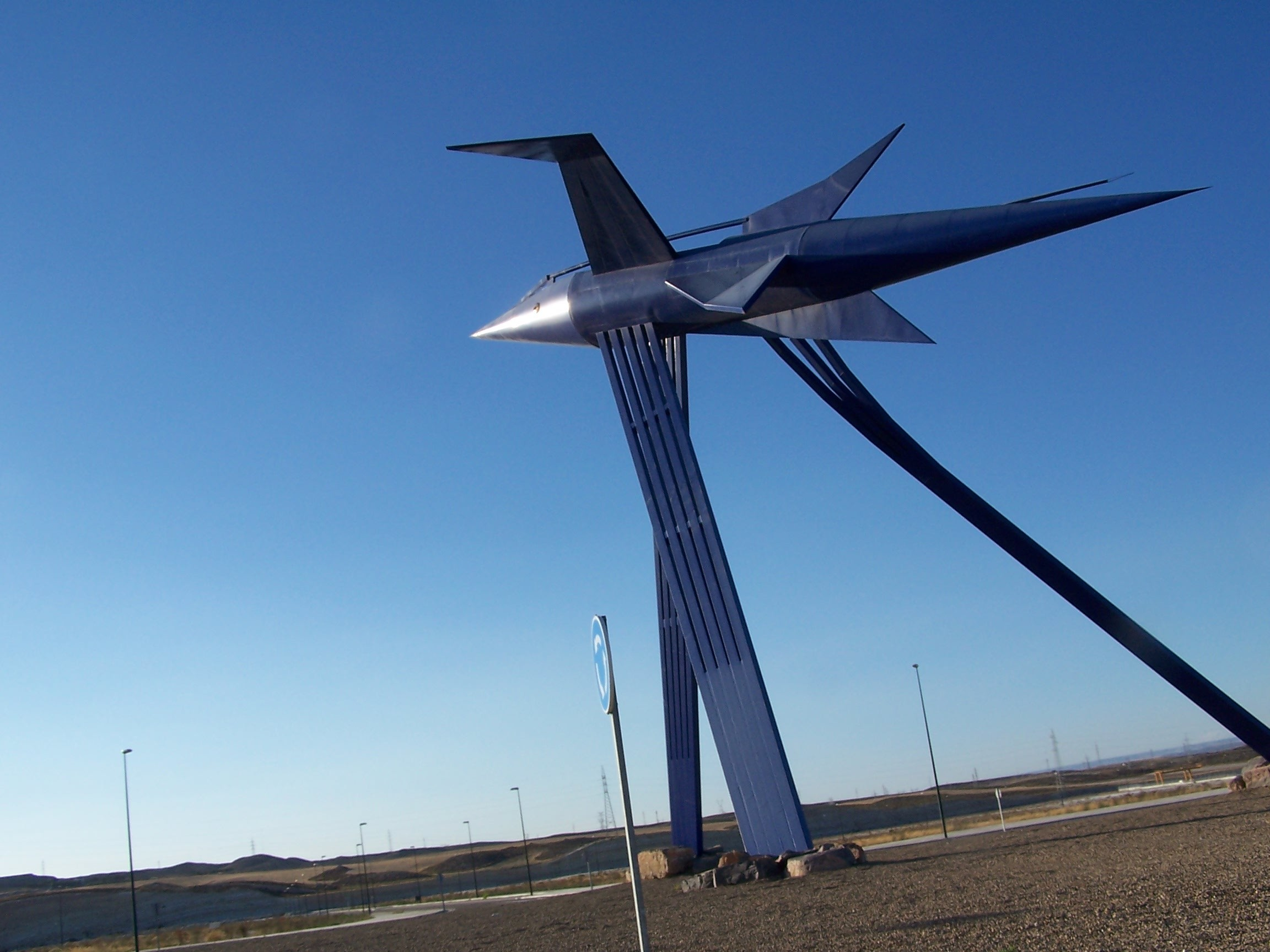
Avión en el PTR
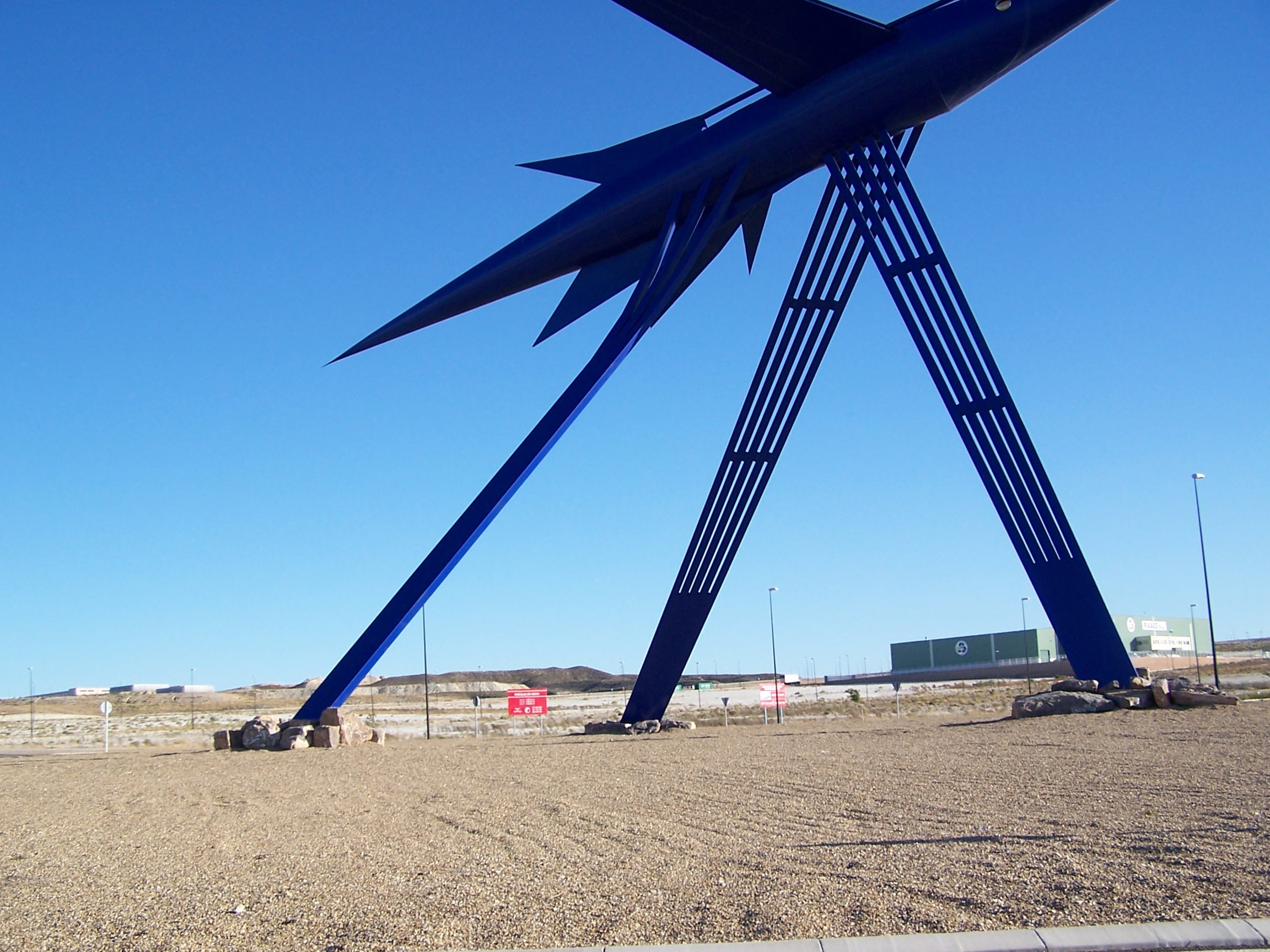
Avión en el PTR

## Mapa
El eje central está formado por la avenida José López Soriano y la avenida del Ozono.